# 雑談面接
雑談面接（ざつだんめんせつ）とは就職活動において行われている面接の一形態。雑談面接では学生をリラックスさせた状態で雑談を行い、そこから学生の本音を聞きだすというのが狙いである。雑談の内容は趣味やスポーツや時事ネタなど多岐にわたっている。そのような話題を振られたときに場を盛り上げて楽しい雰囲気を作り上げられるかが評価の要素となっている。また学生の決まった形式に置かれていない場での対話する能力を確かめるという狙いもある。そのため雑談面接では「志望動機」や「学生時代に頑張ったこと」や「自己PR」などといった予め質問が予測でき、記憶した答えを返答できるような質問は行われていない。2014年卒マイナビ企業新卒採用予定調査では、64％の企業が雑談面接という形式で採用活動を行っていた。